# Marcelo Romo

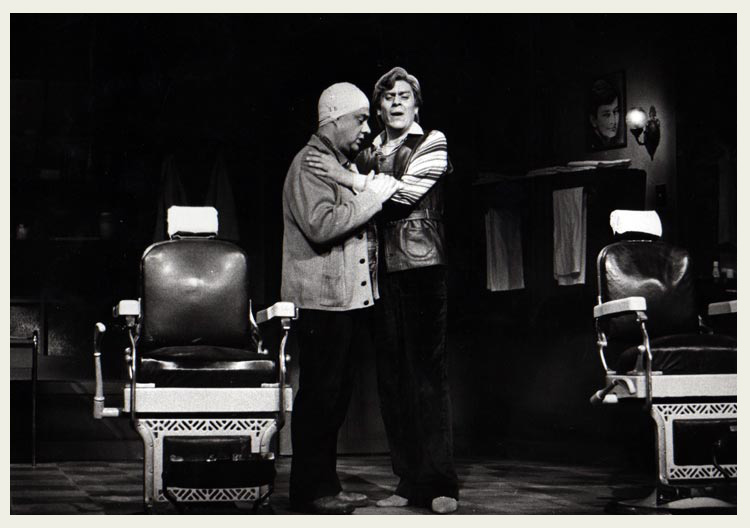
Junto al actor Julio Jung en la obra "La Escalera".

Marcelo Jorge Romeo Romo Romo  (Santiago, 23 de abril de 1941-ibidem, 23 de enero de 2018) fue un actor y director de teatro chileno, de una larga trayectoria en su país natal, como también en Venezuela, México y Colombia durante su exilio político tras el golpe de Estado y persecución política de Chile. 
Es reconocido por interpretar papeles principales en varias películas como Voto + fusil de Helvio Soto, Ya no basta con rezar, de Aldo Francia y Los náufragos de Miguel Littín. En teatro, protagonizó la primera versión chilena de Romeo y Julieta de Pablo Neruda, dirigida por Eugenio Guzmán.

## Biografía
Nació el 23 de abril de 1941 en Santiago. Hijo de Romeo Romo Muzard; oficial de Ejército de Chile, y de Rebeca Adriana de las Nieves Romo Reyes. 
En 1961 Ingresó a estudiar Artes escénicas a la Escuela de Teatro de la Universidad de Chile, escuela dirigida por Domingo Piga. Egresó en 1963, junto a Eduardo Barril, Peggy Cordero, Diana Sanz, Patricia Larraguibel y Juan Katevas. Romo fue alumno de Agustín Siré, Pedro Orthous, Eugenio Guzmán, Rubén Sotoconil, Bélgica Castro y María Cánepa.

### 1964-1972: Primeros años
En 1964 Romo se integró al Instituto del Teatro de la Universidad de Chile (ITUCH), bajo la dirección artística de Agustín Siré. En la compañía de teatro universitaria, uno de sus primeros papeles fue el rol de Romeo la obra Romeo y Julieta, de William Shakespeare, traducida por Pablo Neruda y dirigida por Eugenio Guzmán.
Su primer papel en la pantalla grande fue nada menos que en El Chacal de Nahueltoro de Miguel Littin, encarnando al reportero que sigue el caso y posterior ejecución del personaje protagonista. Este rol, además, sería también el punto de partida de su estrecha relación con el Nuevo cine chileno. Así, posteriormente, trabaja en Los testigos de Charles Elsesser en un pequeño papel, para luego ser el protagonista principal de dos icónicas películas estrenadas durante la Unidad Popular: Voto + fusil de Helvio Soto y Ya no basta con rezar, de Aldo Francia. Con esta última, sobre todo, su figura quedará marcada dentro de la historia del cine chileno al encarnar a un comprometido sacerdote. 
En agosto de 1970, Romo participó en el estreno de la canción «Cantata de Santa María de Iquique», realizado en el Estadio Chile dentro del marco de segundo Festival de la Nueva Canción Chilena. En aquella ocasión, el actor hizo la narración, mientras que la interpretación de la canción estuvo a cargo del grupo Quilapayún. Trabajaría también en dos películas que, tras el golpe de Estado de 1973, no podrán estrenarse en el país: Metamorfosis del jefe de la policía política y Queridos compañeros.
Romo junto a Tennyson Ferrada fundaron la compañía de Teatro Ferrada-Romo.

### 1973-1993: Exilio político
A la par de su carrera artística, fue militante del MIR. Tras el Golpe de Estado del 11 de septiembre de 1973 debió esconderse, pero fue capturado por los militares el día 21 de septiembre y conducido al Regimiento Buin. En aquel lugar fue torturado e interrogado sobre sus actividades políticas. Posteriormente fue sometido a un juicio militar y a un juicio ordinario, resultando absuelto por falta de pruebas. Figura en la nómina de prisioneros políticos y torturados del Informe Valech 2, Tras esto se fue del país y se radicó en Inglaterra. Tiempo después se trasladó a Venezuela, donde trabajó en la cadena Venevisión y RCTV. También trabajó para Televisa.
Tras el golpe, terminará radicándose en Venezuela, donde continuará una destacada carrera, convirtiéndose en un reconocido actor de televisión y teatro. Con el fin de la dictadura, regresa a Chile. Protagoniza el filme Los náufragos de Miguel Littin, para luego trabajar en montajes teatrales y en teleseries.

### 1994-2003: Retorno a Chile y últimos años
Luego de un largo exilio, Marcelo Romo regresó a Chile en 1993, participando en algunas producciones nacionales como la película Los náufragos de Miguel Littín, además de integrarse al elenco de telenovelas de TVN, participando en un buen número de telenovelas.
En marzo de 2003 estalló el escándalo de Inverlink, situación que afectó a varios artistas e inversionistas que habían invertido sus ahorros en esta rentable empresa, la que ocupaba información privilegiada aportada por una secretaria privada del presidente del Banco Central chileno. Marcelo Romo fue uno de los afectados, perdiendo casi 70 millones de pesos.
Ese mismo año, fundó su escuela de teatro en Santiago, la que fue su principal preocupación desde entonces. Sin embargo, su salud se deterioró en los años siguientes debido a que padecía el mal de Alzheimer. El 18 de noviembre de 2011 se extravió desde su casa en Ñuñoa, siendo encontrado al día siguiente cerca de Plaza Baquedano.
El 23 de enero de 2018, su muerte fue comunicada en Twitter por el ministro de Cultura, Ernesto Ottone.

## Filmografía
| Año  | Título                                       | Rol                      | Director            |
| ---- | -------------------------------------------- | ------------------------ | ------------------- |
| 1969 | El Chacal de Nahueltoro                      | Periodista               | Miguel Littín       |
| 1971 | Voto más fusil                               | Marcelo                  | Helvio Soto         |
| 1971 | Los Testigos                                 |                          | Charles Elsesser    |
| 1972 | Les soleils de l'Ile de Pâques               |                          | Pierre Kast         |
| 1972 | El primer año                                | El narrador              | Patricio Guzmán     |
| 1973 | Metamorfosis del jefe de la policía política | Jefe de Policía política | Helvio Soto         |
| 1973 | Ya no basta con rezar                        | Padre Jaime              | Aldo Francia        |
| 1977 | Queridos compañeros                          | Armando                  | Pablo de la Barra   |
| 1981 | Canaguaro                                    |                          | Dunav Kusmanich     |
| 1982 | La máxima felicidad                          | Estefano "El mago"       | Mauricio Walerstein |
| 1984 | Moriturri                                    |                          | Philippe Toledano   |
| 1985 | La hora del tigre                            | Daniel                   | Alfredo Lugo        |
| 1991 | Señora Bolero                                | Pedro Linares            | Matilda Vera        |
| 1994 | Los náufragos                                | Aaron                    | Miguel Littín       |
| 1997 | Sin miedo a la muerte                        | Arturo                   | Ricardo Harrington  |

## Televisión
| Año  | Título                   | Papel                         | Canal      |
| ---- | ------------------------ | ----------------------------- | ---------- |
| 1979 | Emilia                   | Esteban Maselli               | Venevisión |
| 1982 | La bruja                 | Reinaldo                      | Venevisión |
| 1982 | Querida mamá             | Rodrigo Peñaloza              | Venevisión |
| 1983 | Matrimonio de una esposa |                               | Venevisión |
| 1984 | Eclipse                  | Carlos                        | Televisa   |
| 1986 | La dama de rosa          | Joaquín Mendoza               | RCTV       |
| 1987 | Mi amada Beatriz         | Gustavo Castañeda             | RCTV       |
| 1988 | Alma mía                 | Leonardo Peñalver             | RCTV       |
| 1989 | Rubí rebelde             | Félix Del Roble               | RCTV       |
| 1990 | El engaño                |                               | RCTV       |
| 1991 | Mundo de fieras          | Raimundo Camaro               | Venevisión |
| 1992 | Cara sucia               | Carmelo                       | Venevisión |
| 1993 | Ámame                    | Raúl Castellot                | TVN        |
| 1994 | Rompecorazón             | Justo Sierra                  | TVN        |
| 1994 | Rojo y miel              | Alfonso Escudero              | TVN        |
| 1995 | Estúpido cupido          | Miguel Santa Cruz             | TVN        |
| 1995 | Juegos de fuego          | Germán Ugarte                 | TVN        |
| 1996 | Sucupira                 | Manuel Campos "Manuel Diablo" | TVN        |
| 1997 | Oro verde                | Mariano Sandoval              | TVN        |
| 1998 | Borrón y cuenta nueva    | Félix Izquierdo               | TVN        |
| 1999 | La fiera                 | Adolfo Fernández              | TVN        |
| 1999 | Aquelarre                | Celedonio Meneses             | TVN        |
| 2000 | Santo ladrón             | Bruno González                | TVN        |
| 2001 | Pampa Ilusion            | Aristides Ramírez             | TVN        |
| 2001 | Amores de mercado        | Horacio Galdames              | TVN        |
| 2002 | Purasangre               | Eusebio García                | TVN        |
| 2003 | Pecadores                | Armando Flores                | TVN        |

| Año       | Título                               | Papel                         | Canal   |
| --------- | ------------------------------------ | ----------------------------- | ------- |
| 1969      | Don Camilo                           | Fulvio                        | Canal 9 |
| 1970      | Martín Rivas                         | Rafael San Luis               | TVN     |
| 1970      | Cuarteto para instrumentos de muerte | Eliseo                        | TVN     |
| 1979      | La elegida                           |                               | VTV     |
| 1981      | ITV Playhouse                        | Juan García                   | ITV     |
| 1997-1998 | Sucupira, la comedia                 | Manuel Campos "Manuel Diablo" | TVN     |
| 1997      | Las historias de Sussi               | Luis Emilio Aldunate          | TVN     |
| 1998      | Brigada Escorpión                    | Laureano Soler                | TVN     |

## Teatro
- 1964: Romeo y Julieta, de William Shakespeare, dirigido por Eugenio Guzmán. Instituto del Teatro de la Universidad de Chile (ITUCH).
- 1965: Santa Juana, de George Bernard Shaw, dirigido por Pedro Orthous. Instituto del Teatro de la Universidad de Chile (ITUCH).
- 1967: Humor para gente en serio, de Alejandro Sieveking, dirigido por Luis Poirot. Compañía de Teatro Ictus.